# Mandino Selo
Mandino Selo je naseljeno mjesto u općini Tomislavgrad, Federacija Bosne i Hercegovine, BiH.

## Stanovništvo

### 1991.
Nacionalni sastav stanovništva 1991. godine, bio je sljedeći:
ukupno: 453
- Hrvati - 303 (66,89%)
- Muslimani - 112 (24,72%)
- Srbi - 35 (7,73%)

### 2013.
Nacionalni sastav stanovništva 2013. godine, bio je sljedeći:
ukupno: 449
- Hrvati - 314 (69,93%)
- Bošnjaci - 134 (29,84%)
- ostali, neopredijeljeni i nepoznato - 1 (0,22%)

## Vanjske poveznice
- Mandino Selo - Tomislavgrad